# Salzburger Geographisches Informationssystem
Das Salzburger Geographische Informationssystem (SAGIS) ist das Geoinformationssystem des Amtes der Salzburger Landesregierung. Das Referat Geodateninfrastruktur gehört zur Abteilung 7 – Wasser. Die Landesinformatik erfüllt die Aufgaben der Hard- und Softwarebetreuung, der Applikationsentwicklung sowie des Server- und Netzwerkbetriebs.
Gegründet wurde es im Jahr 1987. Ein wesentlicher Ausgangspunkt war das Verwaltungsabkommen zwischen dem Land Salzburg und dem Bundesamt für Eich- und Vermessungswesen (BEV) aus dem Jahr 1988 für den Aufbau der Digitalen Katastralmappe (DKM) im Land Salzburg. Dazu sollte das bisher analog geführte „Raumordnungskataster“ (SAROK) digitalisiert werden.
Im Jahr 1988 wurde die „SAGIS-Zentrale“ im Amtsgebäude der Salzburger Landesregierung in der Michael-Pacher-Straße eingerichtet.
Die Daten werden durch eigene Erfassung von Basisdaten durch die Mitarbeiter des SAGIS, aber auch anderer Abteilungen, und durch den Erwerb von externen Daten wie z. B. der Digitalen Katastralmappe und der Österreich-Karte vom BEV erweitert.
Wichtige Schwerpunkte der letzten zehn Jahre waren:
- Der weitere Ausbau der Basisdatenbestände, u. a. um Adressdaten, Farborthofotos des gesamten Landes, hochgenaue Höhendaten auf Grundlage der „Airborne Laser Scanning“ (ALS)
- Integration ins WWW durch Bereitstellung eines Web-GIS
- Aufbau einer strukturierten Geodateninfrastruktur[2]

## Web-GIS
Im Jahr 2002 wurde eine erste Zugangsmöglichkeit zu den SAGIS-Basisdaten über das Internet geschaffen.
Im März 2005 wurde das GIS-Online 2 eingeführt, das sowohl (per Intranet) für die Landesverwaltung als auch (per Internet) für die Öffentlichkeit eine (per Webbrowser) leicht zugängliche und kostenlose Möglichkeit, auf verschiedenste raumbezogene Daten zuzugreifen und Karten zu erstellen.
Eine verbesserte Version wurde im Februar 2011 fertiggestellt, die den Zugriff auf über 200 Datenschichten ermöglichte, erweiterte Navigations- und Suchfunktionen sowie Detailinformation zu einzelnen Objekten, Mess- und Zeichenwerkzeuge sowie erweiterte Druckmöglichkeiten zur Verfügung stellte.

## INSPIRE
Die EU hat 2007 eine Richtlinie zur EU-weit einheitlichen Führung, Dokumentation, Zugänglichkeit und Verwendung raumbezogener Daten und für den Aufbau einer entsprechenden Geodateninfrastruktur in den Mitgliedstaaten die „INSPIRE–Richtlinie“ erlassen.
In Salzburg wurden die rechtlichen Grundlagen 2011 im Gesetz über Auskunftspflicht, Dokumentenweiterverwendung, Datenschutz, Landesstatistik und Geodateninfrastruktur verankert. Dem Referat Landesplanung und SAGIS wurden die Aufgabe der Koordinierungsstelle auf Landesebene übertragen. Es ist eine stufenweise Implementierung bis 2019 vorgesehen. In diesem Rahmen sollen die „INSPIRE-Daten“ des Landes mittels definierter Informationsdienste zur Verfügung gestellt werden.